# 木村次郎右衛門
木村次郎右衛門（日语：／ Kimura Jirōemon，1897年4月19日—2013年6月12日），本名三宅金治郎，日本超级人瑞，以116歲54日入选吉尼斯世界纪录，是紀錄可考下人类史上最长寿男性、第一位无争议活到116岁的男性。他去世後，大川美佐緒成為在世最年長者。

## 生平
木村1897年4月19日（日本明治30年）生於京都府竹野郡，本姓三宅。14歲時完成學業後，於郵局工作45年，1920年代於朝鮮日治時期擔任政府在朝鮮殖民地的通信員。他從朝鮮歸來後，入贅鄰居木村八重（1904年－1979年）家，之後改名木村次郎右衛門。1962年於郵局退休後務農直至90歲。木村有四位兄弟姊妹活過90歲，他么弟以98歲高齡過世，曾一直與其長子的遺孀（83歲）、孫子的遺孀（59歲）共同生活，定居在京丹後市。木村共有7名子女、14名孫子、25名曾孫以及14名玄孫。

## 長壽
木村自述并无特別的長壽秘方，只是饮食习惯较清淡、食量有节制且营养多样化不偏食，木村特別喜歡吃紅豆餅與米飯，百岁之后的生日会爱吃烤鱼。木村習慣吃八成飽，不抽煙，只少量飲酒。112歲時，木村仍每天用放大鏡讀報，喜歡收看相撲節目與國會新聞。114歲（2011年）時，木村仍然維持三餐進食，用餐以外大部份時間會留在床上。114歲生日時，木村自述他是1927年北丹後地震之幸存者，那場地震共造成3000人死亡。116岁生日时，木村欢庆他生前最後一次生日，收到的礼物包括安倍晋三亲自发来的祝福。木村116年的人生也见证日本政坛的百年起伏，其經歷四位天皇的任期（明治、大正、昭和及平成），和61位首相及其內閣的任期，從松方正義（第二次）到安倍晉三（第二次）。

## 長壽里程碑
- 2007年10月16日，木村以110岁180天，經確認出生資料，被列入吉尼斯世界纪录承認老年學研究組織的超級人瑞名單中[1]。
- 2009年6月19日，田鍋友時去世，木村以112岁61天之齡成為日本最年長男性[6]。
- 2011年1月19日，木村以113岁275天之齡超越田锅友时成為第8年長男性。
- 2011年4月19日，木村成為第5位經確認活過114歲的男子[3]。
- 2011年9月11日，大西種吉去世，木村以114岁145天之齡成為最後一位生於19世紀的在世日本男性和生於昭和天皇之前者。
- 2011年9月25日，秘鲁人奥拉西奥·塞利·门多萨去世，木村以114岁159天之齡成為最後一位生於1897年的男人。
- 2011年9月25日，秘鲁人奥拉西奥·塞利·门多萨去世後[2]，木村以114岁159天之齡成為世上最年長男性[8]，也是最後一位生於1890年代男子[9]。
- 2011年10月26日，木村以114岁190天之齡超越中願寺雄吉成為日本史上最年長男性和日本史上第6年長者。
- 2011年11月11日，木村以114岁206天之齡超越沃爾特·布魯寧成為史上經確認第5長壽的男性。
- 2011年12月2日，長谷川千代乃去世，木村以114岁227天之齡成為日本在世最年長者和在世第2年長者。
- 2012年4月19日，木村成為繼克里斯蒂安·莫特森和艾米利亞諾·梅爾卡多·德爾托羅后第3位經確認活過115歲的男子。
- 2012年5月2日，木村次郎右衛門，115岁13天，超越長谷川千代乃成為日本無爭議第二年長者。
- 2012年9月23日，木村次郎右衛門，115岁157天，超越艾米利亞諾·梅爾卡多·德爾托羅成為活過3世紀第一年長男子和史上第二年長男子。
- 2012年12月4日，貝斯·庫珀去世，木村以115岁229天之齡成為在世第2順位年長者。
- 2012年12月17日，迪娜·曼弗雷迪尼過世[1]，他以115岁242天之齡成為在世最年長者[1][10]。
- 2012年12月28日，木村次郎右衛門，115岁253天，超越克里斯蒂安·莫特森成為史上第一年長的男人。
- 2013年1月2日，木村次郎右衛門，115岁258天，超越迪娜·曼弗雷迪尼成為史上無爭議第11年長者，同時也是生於1897年最年長者。
- 2013年1月12日，大久保琴過世，木村以115岁268天之齡成為最後一位生於1897年的人。
- 2013年3月5日，木村次郎右衛門，115岁320天，超越瑪姬·巴恩斯（1882年－1998年）成為史上無爭議第10年長者。
- 2013年4月19日，木村次郎右衛門成為史上第一位無爭議活到116歲的男子[2]。
- 2013年6月12日凌晨2時08分，木村次郎右衛門因自然衰老逝世，终年116岁54天。由同胞大川美佐緒接替成為在世最年長者[1]。

## 延伸閱讀
- 史上最年長男性（前10名）
- 获验证的最长寿者列表
- 环球各国人瑞巨星名单（英语：List of oldest people by nation）
- 超級人瑞
- 讓娜·卡爾芒
- 泉重千代

| 紀錄                        | 紀錄                                               | 紀錄                     |
| --------------------------- | -------------------------------------------------- | ------------------------ |
| 前任： 迪娜·曼弗雷迪尼      | 全世界最长寿在世人物 2012年12月17日－2013年6月12日 | 繼任： 大川美佐緒        |
| 前任： 奥拉西奥·塞利·门多萨 | 最年長男性 2011年9月25日－2013年6月12日            | 繼任： 桑杰士·布拉斯克斯 |
| 前任： 長谷川千代乃         | 日本最年長者 · 2011年12月2日－2013年6月12日        | 繼任： 大川美佐緒        |
| 前任： 田鍋友時             | 日本在世最年長男性 · 2009年6月19日－2013年6月12日  | 繼任： 五十嵐丈吉        |
| 前任： 中願寺雄吉           | 日本有記錄以來最年長男性 · 2011年10月26日－        | 繼任： （紀録保持者）    |
| 前任： 克里斯蒂安·莫特森    | 获验证的最长寿男性 2012年12月28日－                | 繼任： （紀録保持者）    |